# 尻こぼし

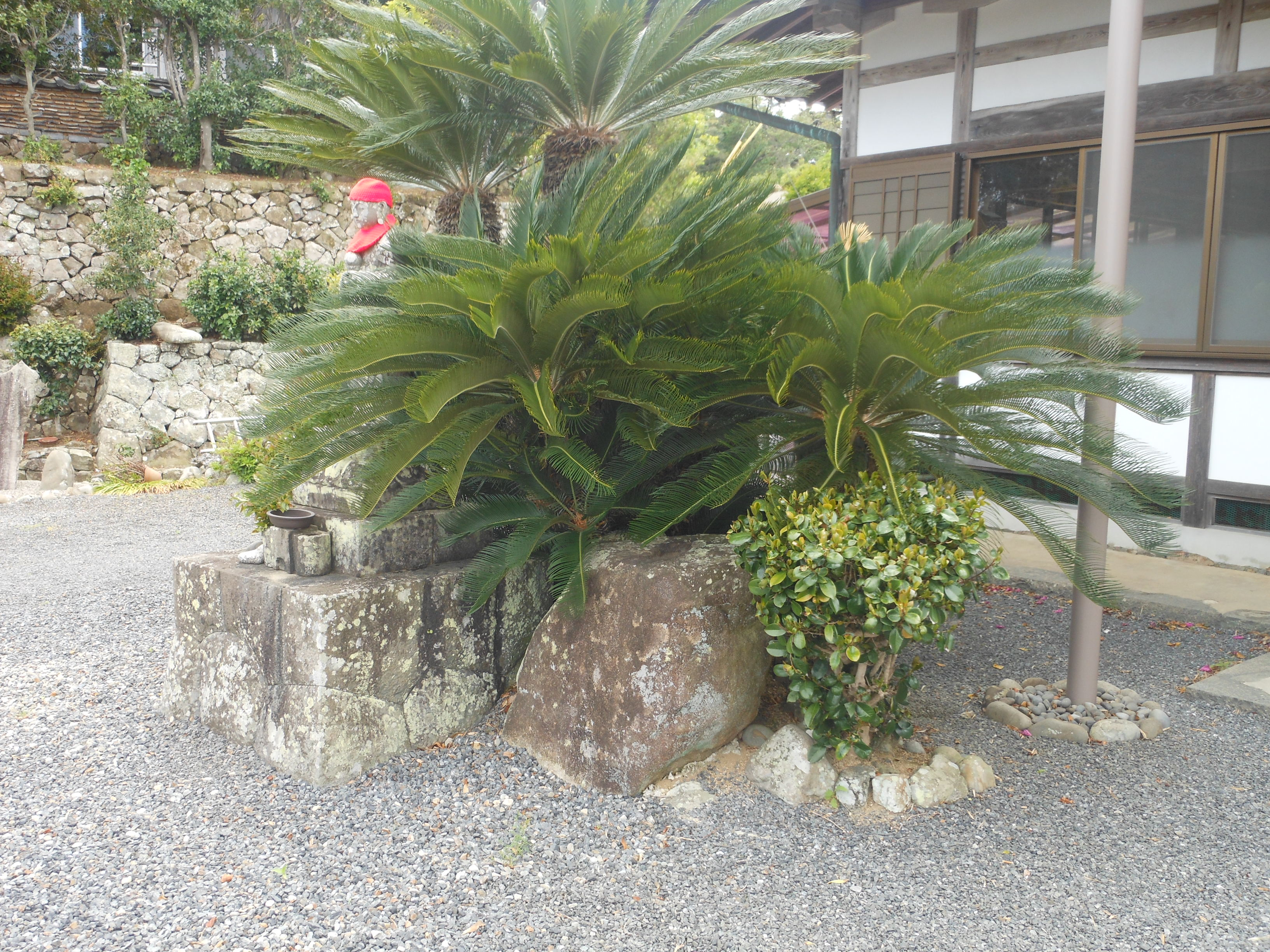
普門寺の境内にある小法師石（志摩町越賀）

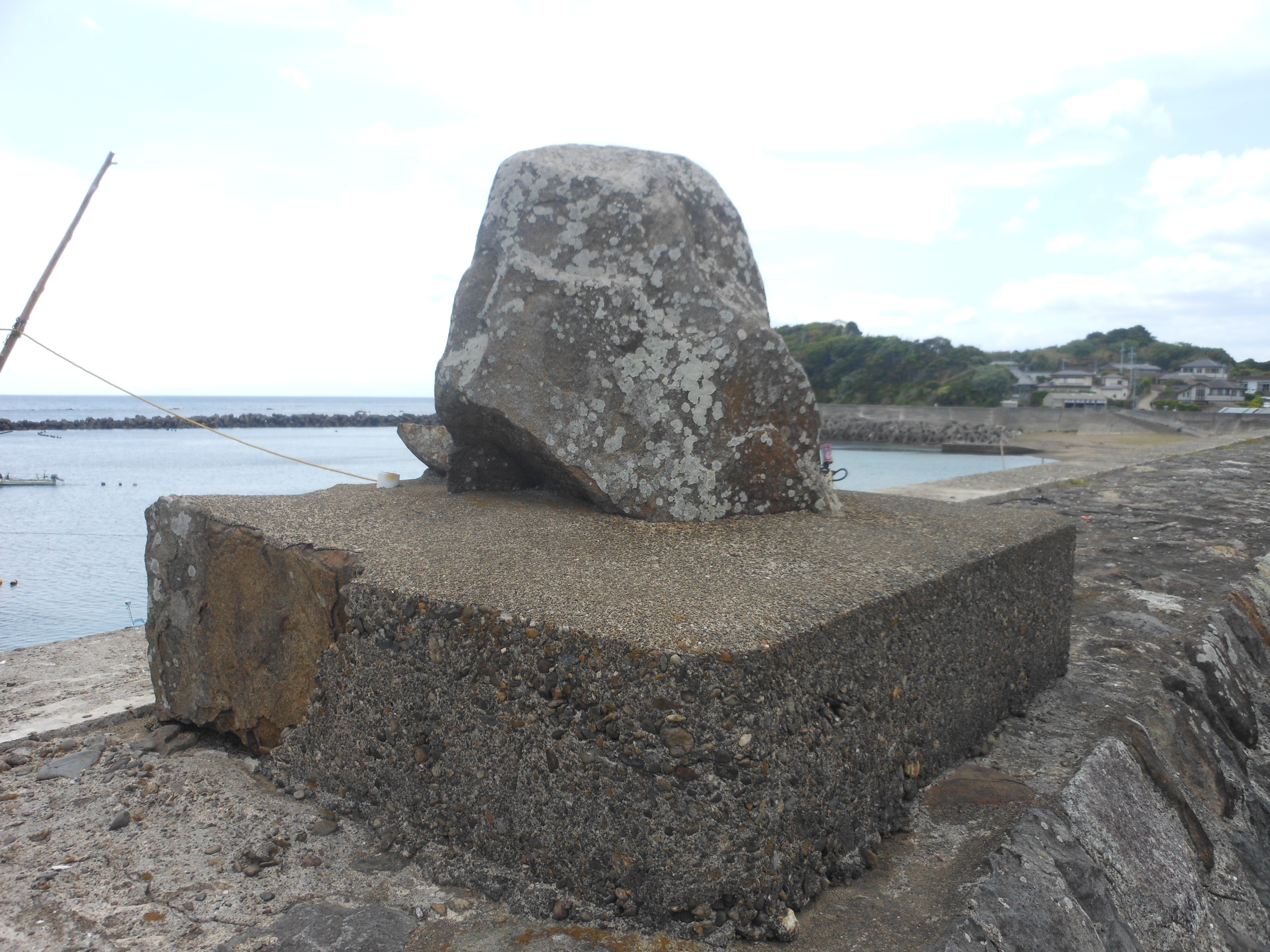
中の浜の北東の堤防の上にある小法師石（志摩町越賀）

尻こぼし（しりこぼし）またはコボシは、三重県志摩郡和具町（のちの志摩町、現・志摩市）や布施田村（現・同）に伝わる海の妖怪。河童の一種ともいわれる。

## 概要
尻こぼしとは、「尻を破壊する、削り取る者」の意で、「こぼす」（毀す、毀つと同）とは「壊す、破壊する」「剃り取る、削り取る」を意味する古語であり方言である。「こぼし」は小法師、子法師の意味との説がある。
海にもぐる海女を襲い、河童のように人間の尻子玉を抜き取るといわれるもので、これに襲われた死体は必ず尻の穴が開いているという。海で人を脅かしてショック死させるともいう。また鉄が嫌いであり、海中に鉄を落とすとこの妖怪の祟りに遭うという説もある。
布施田村では、天王祭の日に海に入ると尻こぼしに生き胆を奪われてしまうという。しかし海女がテングサ採りのために海に入らなければならない日が天王祭にあたり、どうしてもその日に海に入らなければならない場合には、山椒の枝を糸でまとめて首にかけると、尻こぼしを除けるお守りになるという。
志摩町越賀の伝承によれば、あるとき川に住むコボシが馬に悪戯しようとし、逆に馬に蹴られて頭の皿を割られ、川へ帰れなくなった。仕方なくコボシは人間女性に化けて同町の普門寺で働いていたが、寺の住職に正体を見破られた。コボシが住職に、皿を治して水を入れてくれるよう懇願したところ、住職は今後は悪戯をしないよう誓い、その誓いの証拠の品となるものを出すように言った。するとコボシは海から大きな石を2つ運んで来て、この石が朽ちるまで悪戯をしないと誓ったので、和尚は皿を治してやったという。この誓いの石の一つは普門寺の境内に、もう一つは中の浜の北東の堤防の上に、「小法師石（こぼしいし）」の名で現在でも残されている。